# 御所山古墳
御所山古墳（ごしょやまこふん）は、福岡県京都郡苅田町大字与原にある古墳。形状は前方後円墳。国の史跡に指定されている。
豊前地方（福岡県東部・大分県北部地域）では石塚山古墳（苅田町富久町）と並び最大級の規模の古墳で、5世紀後半（古墳時代中期後半）頃の築造と推定される。

## 概要
福岡県東部、周防灘を望む低丘陵上に築造された大型前方後円墳である。2007年度（平成19年度）から2015年度（平成27年度）にかけて発掘調査が実施されている。
墳形は前方後円形で、前方部を北方向に向ける。墳丘長は119メートルを測り、石塚山古墳（苅田町富久町、推定墳丘長約130メートル）と並び豊前地方では最大級の規模になる。墳丘は3段築成。くびれ部の両側には造出が設けられている。また墳丘外表では埴輪・葺石が検出されているほか、墳丘周囲には幅約5メートルの周濠が巡らされている。この周濠は現在も水をたたえ、周濠および周堤を含めた全長は140メートルにもなる。埋葬施設は大型で古式の横穴式石室で、複数人が埋葬された。石室からは、銅鏡（四禽四乳鏡）のほか、東アジアでの交流を物語る馬具などの副葬品が検出されている。
築造時期は、古墳時代中期後半の5世紀後半頃と推定される。苅田町域では、大型古墳として前述の石塚山古墳の築造も見られており、一帯に有力豪族が成長した様子が指摘される。
古墳域は1936年（昭和11年）に国の史跡に指定されている。

## 遺跡歴
- 文政3年（1820年）、埋葬施設が開口（『太宰管内志』）[4]。
- 1887年（明治20年）、坪井正五郎が埋葬施設を調査[4]。
- 1936年（昭和11年）9月3日、「御所山古墳」として国の史跡に指定[5]。
- 2007-2015年度（平成19-27年度）、発掘調査[2]。
- 2012年（平成24年）9月19日、史跡範囲の追加指定[6]。
- 2020年（令和2年）3月10日、史跡範囲の追加指定[7]。
- 2022年（令和4年）3月15日、史跡範囲の追加指定。
- 2024年（令和6年）10月11日、史跡範囲の追加指定。

## 墳丘
墳丘の規模は次の通り。
- 古墳総長：約140メートル - 周堤・周濠を含めた全長。
- 墳丘長：約119メートル
- 後円部 - 3段築成。
  - 直径：約73メートル
- 前方部 - 3段築成。
  - 幅：約82メートル
- 造出

## 埋葬施設
埋葬施設としては、横穴式石室が使用されている。この石室は後円部に位置し、玄室が長さ4.7メートル・幅3メートルを測る大型なものになる。床面は正方形で、石障によって屍床が分けられており、被葬者は複数人であった。また、石室壁面には赤色顔料が塗られていた。この石室には狭い羨道が接続し、後円部から前方部側へ開口する。
この石室からは、銅鏡（四禽四乳鏡）、勾玉、管玉、ガラス玉、金銅製雲珠などの副葬品が出土している（現在は宮内庁保管）。

## 文化財

### 国の史跡
- 御所山古墳 - 1936年（昭和11年）9月3日に指定[5]、2012年（平成24年）9月19日・2020年（令和2年）3月10日・2022年（令和4年）3月15日・2024年（令和6年）10月11日に史跡範囲の追加指定[6][7][8][9]。